# Wierd Wijnia
Wierd Sjoerd Wijnia (Edens, 17 februari 1925 – Workum, 4 mei 1998) was een Nederlands langeafstand-schaatser en sportbestuurder.
Wijnia was in zijn jeugd een verdienstelijk kortebaanschaatser. In de jaren na de Tweede Wereldoorlog probeerde hij het ook op de langebaan, maar hij was volgens eigen zeggen te oud om goed bochten te leren rijden. Hij nam deel aan de negende Elfstedentocht (1947), waarin hij als zesde finishte. Samen met zijn oudere broer Jaap Wijnia, die als vierde over de meet kwam, werd hij echter gediskwalificeerd omdat hij een gedeelte per auto zou hebben afgelegd. In tegenstelling tot een aantal andere rijders die uit de uitslag geschrapt werden omdat ze waren gegangmaakt door toerrijders, kregen de gebroeders Wijnia geen elfstedenkruisje. Bijna vijftig jaar na dato, in januari 1997, kregen ze alsnog het kruisje en een excuusbrief van het bestuur van de Vereniging De Friesche Elf Steden opgestuurd.
Wierd Wijnia eindigde de tiende Elfstedentocht (1954) als zevende. In de Elfmerentocht werd hij in 1947 zesde en in 1954 tiende. In 1956 nam hij deel aan de elfde Elfstedentocht (1956). Mede door een slechte voorbereiding moest hij bij Bolsward opgeven. In de barre twaalfde Elfstedentocht (1963) stapte hij met drie bevroren tenen bij Parrega van het ijs.
Naast zijn schaatsprestaties had Wijnia een veebedrijf bij Cornwerd. Hij was actief in verschillende lokale maatschappelijke en kerkelijke organisaties. Vanaf 1963 was hij actief binnen het gewest Friesland van de KNSB. In 1968 werd hij lid en in 1969 voorzitter van de landelijke technische commissie van de KNSB. In 1970 werd Wijnia voorzitter van het gewest Friesland. Dit bleef hij tot eind 1982.
In mei 1998 overleed Wijnia na een ziekte op 73-jarige leeftijd.